# Celia Birtwell
Celia Birtwell, CBE (* 1941 in Bury) ist eine britische Textil- und Modedesignerin. Ihre Entwürfe zeichnen sich durch einen romantischen und femininen Stil aus, der durch die Antike und moderne Künstler wie Pablo Picasso oder Henri Matisse beeinflusst wurde. Bekannt wurde sie vor allem durch ihre Textilentwürfe, die in den 1960er und 1970er Jahren den Zeitgeist verkörperten.

## Leben

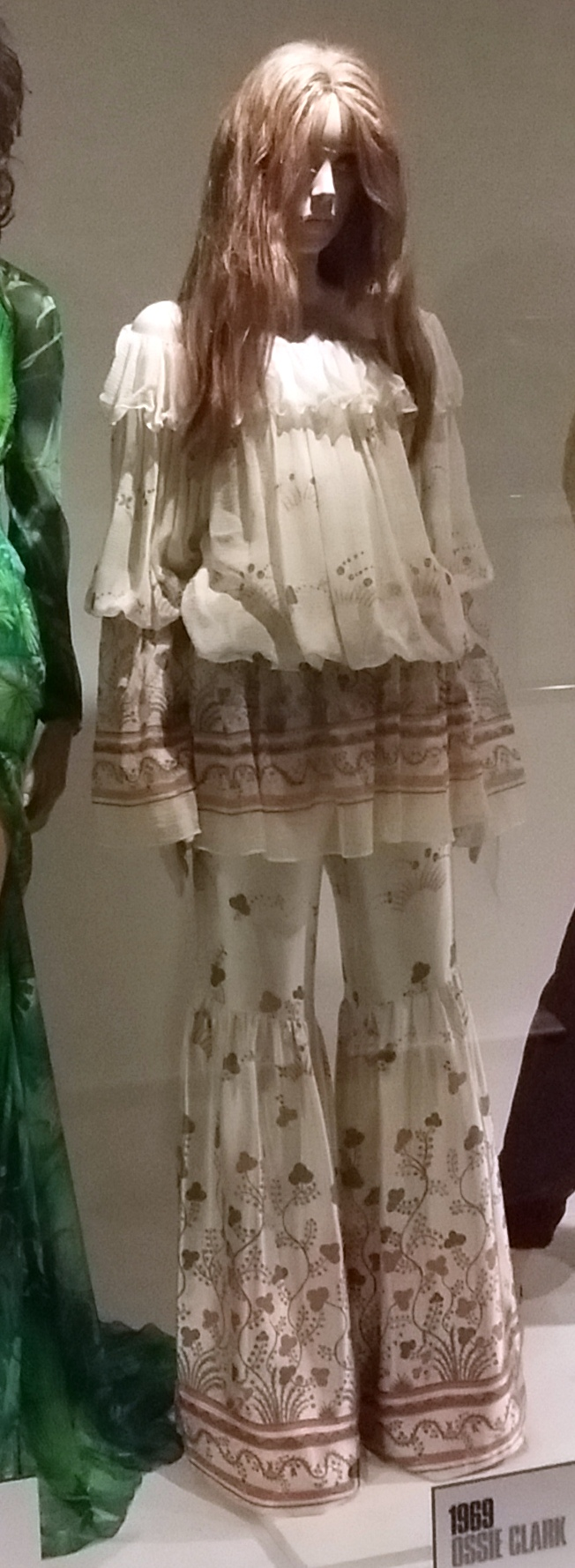
Damenbekleidung von 1969, Entwurf von Ossie Clark mit dem Stoffmuster Botticelli von Celia Birtwell

Celia Birtwell kam als älteste Tochter eines Ingenieurs und einer Näherin in Bury zur Welt. Sie wuchs im nahe gelegenen Prestwich auf. Nach der schulischen Ausbildung begann sie 1956 eine Ausbildung zur Textildesignerin an der Salford School of Art.
1959 lernte Birtwell in der Cona Coffee Bar in Manchester den Modedesigner Ossie Clark kennen, den sie später in London wieder traf. Dort entwickelte sich zwischen beiden eine intensive berufliche und private Beziehung. Birtwell und Clark beteiligten sich an der 1964 von der Modedesignerin Alice Pollock begründeten Boutique „Quorum“. In der Folge entwarf Birtwell vor allem Textilien und Clark war für den Schnitt und die Form der Kleidungsstücke verantwortlich. 1966 stellten sie ihre erste gemeinsame Modekollektion für „Quorum“ vor. Neuartig war die Art der Präsentation ihrer Modenschau, die mit zeitgenössischer Popmusik untermalt wurde und zu der vor allem Gäste aus der Londoner Musik- und Künstlerszene geladen waren. Entsprechend entwickelte sich ein prominenter Kundenkreis, zu dem die Rolling Stones und die Beatles, Jimi Hendrix und Pink Floyd, sowie Pattie Boyd, Marianne Faithfull, Bianca Jagger, Veruschka, Paloma Picasso, Talitha Getty und weitere bekannte Persönlichkeiten gehörten. Die Boutique „Quorum“ bestand bis 1970.
Celia Birtwell und Ossie Clark heirateten 1969. Aus der Beziehung stammen der im selben Jahr geborene Sohn Albert und der 1972 geborene Sohn George. Die Ehe wurde 1974 geschieden, nicht zuletzt wegen Ossie Clarks ausschweifendem Lebensstil und seiner homosexuellen Beziehungen.
Zum Freundeskreis von Celia Birtwell gehört seit 1968 der Maler David Hockney, mit dem sie in engem Austausch steht. Er hat sie mehrfach porträtiert, sowohl in Ölbildern als auch in Zeichnungen, Fotografien und Fotocollagen. Zu den bekanntesten Porträts gehört das Doppelbildnis mit ihrem Ehemann „Mr and Mrs Clark and Percy“ von 1971, das noch im Jahr der Fertigstellung in die Sammlung der Londoner Tate Gallery gelangte. Sie ist darüber hinaus in dem Film A Bigger Splash von Jack Hazan zu sehen, in dem halbdokumentarisch Hockneys privates und künstlerisches Leben der Jahre 1970–1973 geschildert wird.
Nach ihrer Scheidung entwarf Birtwell weiterhin Mode, zunächst für die Marke Radley, ab 1984 für ihr eigenes Geschäft in der Westbourne Park Road in Bayswater. Dort bietet sie vor allem Heimtextilien nach eigenen Entwürfen an. Besonderen Erfolg hatte sie mit Animalprint-Motiven auf Voile- und Musselinstoffen. Zu ihren Kunden gehörten namhafte Hotels wie das Claridge’s und The Lanesborough in London, The Grand Hotel in Leeds und das Dubai Hilton. Zudem arbeitete sie für das französische Modehaus Cacharel, für die Handelskette Topshop und die Unternehmen Express und Millets. 2010 gab sie eine 25-Teile-Kollektion für die Bekleidungskette John Lewis heraus.
Zusammen mit dem Autor Dominic Lutyens veröffentlichte Birtwell 20111 ihre Biografie. Ihre Textilien und Entwürfe finden sich in einigen Museen, darunter das Victoria and Albert Museum in London.

## Auszeichnungen
- 2011 Commander of the Order of the British Empire (CBE)[9]